# Metacleobis fulvipes
Metacleobis fulvipes är en spindeldjursart som beskrevs av Roewer 1934. Metacleobis fulvipes ingår i släktet Metacleobis och familjen Mummuciidae. Inga underarter finns listade i Catalogue of Life.